# Campeonato Paraguaio de Futebol Feminino
O Campeonato Paraguaio de Futebol Feminino é a principal competição do Paraguai de futebol feminino. A equipe vencedora do campeonato garante vaga na Copa Libertadores da América. A Universidad Autónoma é a maior campeã deste torneio que é organizado anualmente desde 1999, com exceção de 2001.